# Turn-Weltmeisterschaften 1991
Die 26. Weltmeisterschaften im Gerätturnen fanden 1991 im Hoosier Dome in Indianapolis, Vereinigte Staaten statt.

## Ergebnisse

### Männer

#### Einzel-Mehrkampf
| Rang | Athlet             |
| ---- | ------------------ |
| 1.   | Hryhorij Missjutin |
| 2.   | Wital Schtscherba  |
| 3.   | Waleri Ljukin      |

#### Mannschaft
| Platz | Land        |
| ----- | ----------- |
| 1.    | Sowjetunion |
| 2.    | China       |
| 3.    | Deutschland |

#### Boden
| Rang | Athlet               |
| ---- | -------------------- |
| 1.   | Ihor Korobtschinskyj |
| 2.   | Wital Schtscherba    |
| 3.   | Daisuke Nishikawa    |

#### Reck
| Rang | Athlet            |
| ---- | ----------------- |
| 1.   | Ralf Büchner      |
| 1.   | Li Chunyang       |
| 3.   | Wital Schtscherba |

#### Barren
| Rang | Athlet               |
| ---- | -------------------- |
| 1.   | Li Jing              |
| 2.   | Ihor Korobtschinskyj |
| 3.   | Guo Linyao           |

#### Pauschenpferd
| Rang | Athlet         |
| ---- | -------------- |
| 1.   | Waleri Belenki |
| 2.   | Guo Linyao     |
| 3.   | Li Jing        |

#### Ringe
| Rang | Athlet             |
| ---- | ------------------ |
| 1.   | Hryhorij Missjutin |
| 2.   | Andreas Wecker     |
| 3.   | Li Jing            |

#### Sprung
| Rang | Athlet            |
| ---- | ----------------- |
| 1.   | Yoo Ok-ryul       |
| 2.   | Wital Schtscherba |
| 3.   | Yutaka Aihara     |

### Frauen

#### Einzel-Mehrkampf
| Rang | Athletin             |
| ---- | -------------------- |
| 1.   | Kim Zmeskal          |
| 2.   | Swjatlana Bahinskaja |
| 3.   | Cristina Bontaș      |

#### Mannschaft
| Platz | Land               | Turnerinnen                                                                                               |
| ----- | ------------------ | --- |
| 1.    | Sowjetunion        | Swjatlana Bahinskaja Tetjana Huzu Tetjana Lyssenko Oksana Chusovitina Rosalija Galijewa Natalija Kalinina |
| 2.    | Vereinigte Staaten | Shannon Miller Kim Zmeskal Betty Okino Kerri Strug Michelle Campi Hilary Grivich                          |
| 3.    | Rumänien           | Cristina Bontaș Mirela Pașca Lavinia Miloșovici Vanda Hădărean Maria Neculiță Eugenia Popa                |

#### Balken
| Rang | Athletin             |
| ---- | -------------------- |
| 1.   | Swjatlana Bahinskaja |
| 2.   | Tetjana Huzu         |
| 3.   | Lavinia Miloșovici   |

#### Boden
| Rang | Athletin           |
| ---- | ------------------ |
| 1.   | Cristina Bontaș    |
| 1.   | Oksana Chusovitina |
| 3.   | Kim Zmeskal        |

#### Stufenbarren
| Rang | Athletin       |
| ---- | -------------- |
| 1.   | Kim Gwang-suk  |
| 2.   | Tetjana Huzu   |
| 2.   | Shannon Miller |

#### Sprung
| Rang | Athletin           |
| ---- | ------------------ |
| 1.   | Lavinia Miloșovici |
| 2.   | Henrietta Ónodi    |
| 2.   | Oksana Chusovitina |

## Medaillenspiegel
| Rang | Land                |   |   |   | total |
| ---- | ------------------- | - | - | - | ----- |
| 1    | Russland            | 8 | 7 | 3 | 18    |
| 2    | Volksrepublik China | 2 | 3 | 2 | 7     |
| 3    | Rumänien            | 2 | - | 3 | 5     |
| 4    | Vereinigte Staaten  | 1 | 1 | 2 | 4     |
| 5    | Deutschland         | 1 | 1 | 1 | 3     |
| 6    | Nordkorea           | 1 | - | - | 1     |
| 6    | Südkorea            | 1 | - | - | 1     |
| 8    | Ungarn              | - | 1 | - | 1     |
| 9    | Japan               | - | - | 2 | 2     |